# Detazo! Kakure Daishogun
"Detazo! Kakure Daishogun" (出たぞ!隠大将軍!!) é um single de Hironobu Kageyama e Takayuki Miyauchi, lançado pela Nippon Columbia em 21 de setembro de 1994.

## Produção
O single contém duas canções, com suas versões karaokê completando as faixas. Ambas foram compostas para a série Super Sentai Ninja Sentai Kakuranger. Kageyama cantou a primeira música e Miyauchi, a segunda. Elas não foram temas de abertura ou encerramento, mas sim temas dos robôs da série.
As letras ficaram por conta de Saburo Yatsude, também conhecido como Saburo Hatte, que é, na verdade, um pseudónimo usado por um coletivo de artistas da Toei Company, que produziu a série (e produziu inúmeras outras do mesmo estilo). A composição da faixa-título ficou com Yasuo Kosugi, compositor de várias canções em animes e outras obras da cultura pop japonesa. Já Kaoru Mizuki compôs o lado B. Mizuki também teve uma longa carreira compondo para o mercado fonográfico japonês.

## Legado
Ambas as músicas fizeram parte não só de álbuns de Kakuranger, mas também foram selecionadas para álbuns comemorativos das franquias Super Sentai, como Super Sentai Main Theme & Insert Song Complete Collection IV.

## Faixas
| N.º            | Título                                                      | Letras         | Música         | Arranjo          | Duração |  |
| 1.             | "Detazo! Kakure Daishogun!!" (vocal: Hironobu Kageyama)     | Saburo Yatsude | Yasuo Kosugi   | Katsunori Ishida | 4:16    |  |
| 2.             | "Muteki Shogun, Tadaima Sanjou!" (vocal: Takayuki Miyauchi) | S. Yatsude     | Kaoru Mizuki   | K. Ishida        | 3:59    |  |
| 3.             | "Detazo! Kakure Daishogun!! (Original Karaoke)"             | instrumental   | Y. Kosugi      | K. Ishida        | 4:16    |  |
| 4.             | "Muteki Shogun, Tadaima Sanjou! (Original Karaoke)"         | instrumental   | K. Mizuki      | K. Ishida        | 3:59    |  |
| Duração total: | Duração total:                                              | Duração total: | Duração total: | Duração total:   | 16:30   |  |